# 桑茲維爾鎮區 (明尼蘇達州波爾克縣)
桑茲維爾鎮區（英語：Sandsville Township）是位於美國明尼蘇達州波爾克縣的一個行政鎮區。

## 歷史
桑茲維爾鎮區於1882年設立，得名自來自挪威的定居者卡斯帕·桑德（Casper Sand）及馬丁·桑德（Martin Sand）兄弟。

## 地方資料
桑茲維爾鎮區的面積為70.09平方千米，皆為陸地。根據2020年美國人口普查的數據，當地共有人口47人，而人口密度為每平方千米0.67人。